# Хорнсуогъл
Хорнсуогъл е американски кечист.

## Кариера
Джуджето дебютира в шоуто през пролетта на 2006.
Ирландския бияч Финли взима сина си при себе си а той му се отблагодарява като в труден момент излиза от под ринга и помага на баща си. Хорнсуогъл печели много мачове на Финли но след като ирландеца е преместен в другото шоу двамата се скарват и Финли пребива сина си, което слага край на партньорството им.
Хорнсуогъл започва вражда с Чаво Гереро която продължава доста дълго време през което джуджето многократно унижава мексиканеца а върхът е когато му отнема Титлата в полутежка категория на Голямото американско сбиване и става последния и носител. В последния епизод на Разбиване печели в Аll i want for Christmas Battle Royal след като комично елиминира Шеймъс.

## Част от DX
Следва доста време без особени прояви докато не получава шанс да унижи отново стария си неприятел Гереро, следват доста мачове с него които са изцяло за шоу в които DX се завръщат. Тогава той започва да облича техните рекламни блузи и да използва запазената им марка Suck it. В началото DX никак не са доволни, но в един епизод от шоуто когато тогавашните им врагове Грамадата и Крис Джерико са направени на посмешище от малкото джудже Трите Хикса и Шон Майкълс решават да го направят част от DX. Така той става техен талисман излиза с тях на ринга, забавлява се и прави шоу каквото може само човек на DX. На 18 януари 2010 г. участва в мач с DX срещу Грамадата, Крис Джерико и
Джон Хейдър. DX печелят, след като джуджето тушира Джон Хедър.
Той се грижи за гост водещите заедно с близначките Бела като ги забавлява и играе разни игри с тях.

## Титли
- WWE Crusweight Championship
- NWA Wisconsin X Division Title
- SSW World Midgets Championship